# Флавій Віктор
Флавій Віктор (лат. Flavius Victor; пом. 388) — римський імператор-узурпатор у 384–388 роках. Віктор був сином і співправителем узурпатора західної частини імперії Магна Максима, який призначив свого малолітнього сина августом для збільшення легітимності своєї влади.
Деякий час імператори Валентиніан II (володар Італії) і Феодосій Великий (на той час володар тільки східної частини Римської імперії) визнавали Максима і його сина законними імператорами, проте потім стосунки між ними погіршилися. Коли Максим направився на схід, в Італію, проти імператора Валентиніана II, щоб захопити його володіння, він залишив свого сина в Галлії.
Максиму спочатку вдалося перемогти Валентиніана II та отримати контроль над Апеннінським півостровом, але згодом імператор Феодосій взяв його в полон в Аквілеї і стратив. Після поразки свого батька Флавій Віктор, що перебував у Трірі, був схоплений і страчений Арбоґастом за наказом Феодосія. Однак дві сестри Віктора залишилися живими, Феодосій Великий навіть виділив гроші на їхнє утримання.